# Jhery Matos
Jhery Raúl Matos Ramírez (Santo Domingo, República Dominicana, 31 de enero de 1996) es un jugador de baloncesto dominicano que juega en el Palmer Basket Mallorca de la Liga LEB Plata. Con 1.96 de estatura, su puesto natural en la cancha es el de base.

## Trayectoria deportiva
Es un jugador formado en la West Oak Academy Orlando, Florida hasta 2016, cuando ingresó en el Eastern Florida State College para disputar el JUCO en la temporada 2016-17.
En la temporada siguiente formaría parte del Monroe College, también de la JUCO. 
En 2018, ingresa en la Universidad de Dayton, situada en Dayton, Ohio, para jugar durante dos temporadas, la NCAA con los Dayton Flyers, desde 2018 a 2020.
En la temporada 2020-21, ingresa en la Universidad de Carolina del Norte en Charlotte, situada en Charlotte, Carolina del Norte, donde disputa la NCAA con los Charlotte 49ers.
En 2021, tras no ser drafteado firma por los Titanes del Distrito Nacional de la Liga Nacional de Baloncesto de la República Dominicana.
En la temporada 2021-22, firma por el CB Benicarló de la Liga LEB Plata, en el que promedia 8,6 puntos y 4,3 rebotes en 22 minutos de partido.
El 21 de abril de 2022, firma por los Metros de Santiago de la Liga Nacional de Baloncesto de la República Dominicana.
El 9 de septiembre de 2022, firma por el Club Polideportivo La Roda de la Liga LEB Plata.
El 16 de agosto de 2023, firma por el Club Juventud Alcalá de la Liga LEB Plata.
El 15 de febrero de 2024, firma por el Palmer Basket Mallorca de la Liga LEB Plata.